# 拉讷沃维尔莱洛尔坎
拉讷沃维尔-莱洛尔坎（法語：Laneuveville-lès-Lorquin，法語發音：[lanœvvil lɛ lɔʁkɛ̃]，意为“洛尔坎附近的拉讷沃维尔”）是法国摩泽尔省的一个市镇，位于该省东南部，属于萨尔堡-萨兰堡区。

## 地理
拉讷沃维尔-莱洛尔坎（48°39'13"N, 7°0'7"E）面积2.24 平方千米，位于法国大東部大區摩泽尔省，该省份为法国东北部内陆省份，是洛林的一部分，西南接默尔特-摩泽尔省，东临下莱茵省，北与卢森堡和德国接壤。
与拉讷沃维尔-莱洛尔坎接壤的市镇（或旧市镇、城区）包括：弗拉凯尔凡、洛尔坎、梅泰里圣基兰、尼德罗夫。
拉讷沃维尔-莱洛尔坎的时区为UTC+01:00、UTC+02:00（夏令时）。

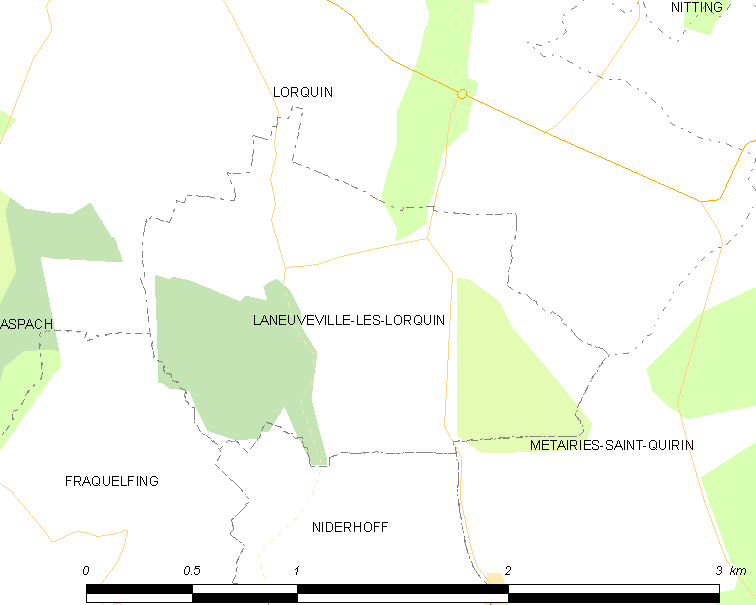
拉讷沃维尔-莱洛尔坎的OSM定位图

## 行政
拉讷沃维尔-莱洛尔坎的邮政编码为57790，INSEE市镇编码为57380。

## 政治
拉讷沃维尔-莱洛尔坎所属的省级选区为法尔斯堡县。

## 人口

1962-2008年间拉讷沃维尔-莱洛尔坎人口变化图示

拉讷沃维尔-莱洛尔坎于2022年1月1日时的人口数量为105人。